# Dobër
Dobër (albanska: Dobër med böjningsformen Dobra) är en ort i Albanien.   Den ligger i prefekturen Qarku i Shkodrës, i den norra delen av landet, 100 km norr om huvudstaden Tirana. Dobër ligger 32 meter över havet och antalet invånare är 693.
Terrängen runt Dobër är platt åt sydväst, men åt nordost är den kuperad.  
Runt Dobër är det ganska tätbefolkat, med 96 invånare per kvadratkilometer.